# Warchest
Warchest to box set Megadeth. Został wydany 9 października 2007 roku przez EMI/Capitol Records.

## Lista utworów

### CD 1
1. "Killing Is My Business… and Business Is Good!"
2. "The Skull Beneath the Skin"
3. "Peace Sells"
4. "Wake Up Dead"
5. "Devils Island"
6. "Set the World Afire"
7. "Into the Lungs of Hell"
8. "Anarchy in the U.K."/"Problems" (wersja sesyjna) *
9. "Hook in Mouth"
10. "Liar"
11. "In My Darkest Hour"
12. "No More Mr. Nice Guy" (cover Alice Cooper)
13. "dark themes..." *
14. "Holy Wars… the Punishment Due" (demo Casey McMackin) *
15. "Tornado of Souls" (demo) *
16. "Five Magics" (demo) *
17. "Hangar 18"

### CD 2
1. "keeping score ..." *
2. "Symphony of Destruction"
3. "Go to Hell"
4. "Foreclosure of a Dream"
5. "Architecture of Aggression" (demo) ^
6. "Skin o' My Teeth" (na żywo w Alpine Valley, East Troy, WI 5/23/92)
7. "High Speed Dirt" (na żywo Alpine Valley, East Troy, WI 5/23/92)
8. "Ashes in Your Mouth" (na żywo w the Cow Palace, S.F., CA 12/4/92)
9. "Sweating Bullets" (na żywo w the Cow Palace, S.F., CA 12/4/92)
10. "Breakpoint" (session take) *
11. "Angry Again"
12. "Train of Consequences"
13. "Reckoning Day"
14. "New World Order"
15. "The Killing Road"
16. "Strange Ways"
17. "Paranoid"
18. "Diadems"
19. "A Tout le Monde"

### CD 3
1. "Trust"
2. "Almost Honest"
3. "Use the Man"
4. "She-Wolf"
5. "A Secret Place" (na żywo z Woodstock, NY 7/25/99)
6. "One Thing" ^
7. "Duke Nukem"
8. "Insomnia"
9. "Crush 'em"
10. "Kill the King"
11. "Dread and the Fugitive Mind"
12. "Never Say Die"
13. "Moto Psycho"
14. "1000 Times Goodbye"
15. "Coming Home" ^
16. "Kick the Chair"
17. "Of Mice and Men"

### CD 4
Wszystkie utwory pochodzą z koncertu na Wembley Arena w Londynie 10/16/90
(jako część "Clash of the Titans Tour", razem z Suicidal Tendencies, Testament i Slayer)
1. Intro/"Rattlehead"
2. "Wake Up Dead" *
3. "Hangar 18" *
4. "Hook in Mouth" *
5. "The Skull Beneath the Skin" *
6. "The Conjuring" *
7. "In My Darkest Hour" *
8. "Lucretia" *
9. "Devils Island" *
10. "Take No Prisoners" *
11. "Peace Sells" *
12. "Black Friday" *
13. "It's Electric" (cover Diamond Head) * [z Seanem Harrisem]
14. "Anarchy in the U.K." *
15. "Holy Wars... The Punishment Due" *

### CD 5 (DVD)
Wszystkie utwory nagrane na żywo w Hammersmith Odeon, London, England 9/30/92
Muzyka nagrana w Linear PCM 2.0
1. Intro/"Holy Wars... The Punishment Due" *
2. "Wake Up Dead" *
3. "Hangar 18" *
4. "Lucretia' *
5. "Sweating Bullets" *
6. "In My Darkest Hour" *
7. "Tornado of Souls" *
8. "Ashes in Your Mouth" *
9. "Peace Sells" *
10. "Anarchy in the U.K." *

Uwaga: * znaczy, że piosenka nie została wcześniej w tej wersji wydana, ^ znaczy, że piosenka nie została wydana w tej wersji w USA